# Qingdao Landmark Tower
La Qingdao Landmark Tower est un gratte-ciel en construction à Qingdao en Chine. Il s'élèvera à 327 mètres. Son achèvement est prévu pour 2022. 